# Oxyrhopus occipitalis
Oxyrhopus occipitalis (несправжня коралова змія Від-Нойвіда) — вид змій родини полозових (Colubridae). Мешкає в Південній Америці.

## Поширення і екологія
Несправжні коралові змії Від-Нойвіда мешкають в Колумбії, Еквадорі, Перу, Бразилії, Венесуелі, Гаяні, Суринамі і Французькій Гвіані. Вони живуть у вологих рівнинних тропічних лісах, на висоті від 240 до 1050 м над рівнем моря. Ведуть нічний, напівдеревний спосіб життя. Живляться ящірками.